# Külitse
Külitse är en ort i Estland. Den ligger i Ülenurme kommun och landskapet Tartumaa, i den södra delen av landet, 160 km sydost om huvudstaden Tallinn. Külitse ligger 64 meter över havet och antalet invånare är 361.
Terrängen runt Külitse är platt, och sluttar norrut. Runt Külitse är det glesbefolkat, med 13 invånare per kvadratkilometer. Närmaste större samhälle är Dorpat, 9,2 km nordost om Külitse. Omgivningarna runt Külitse är en mosaik av jordbruksmark och naturlig växtlighet.